# Bannay, Cher
Bannay là một xã thuộc tỉnh Cher trong vùng Centre-Val de Loire miền trung Pháp.

## Dân số
| 1962                                | 1968 | 1975 | 1982 | 1990 | 1999 | 2006 |
| ----------------------------------- | ---- | ---- | ---- | ---- | ---- | ---- |
| 655                                 | 673  | 737  | 785  | 766  | 771  | 752  |
| Từ năm 1962 Dân số không tính trùng |      |      |      |      |      |      |